# Герб Аркуша-де-Валдевеша
Ге́рб А́ркуша-де-Валдеве́ша — офіційний символ містечка Аркуш-де-Валдевеш, Португалія. Використовується як територіальний герб. У червоному щиті перев'яз із трьох хвилястих смуг — срібної, синьої і срібної. Згори золоте виноградне гроно, внизу — три золоті качани кукурудзи із зеленим листям. У центрі зображений старий португальський щиток із 13 безантами. Щит увінчує срібна мурована містечкова корона з чотирма вежами.  Під щитом біла стрічка, на якій великими літерами напис португальською: «vila de Arcos de Valdevez» (містечко Аркуш-де-Валдевеш).  Офіційно затверджений 12 квітня 1937 року.  

## Галерея

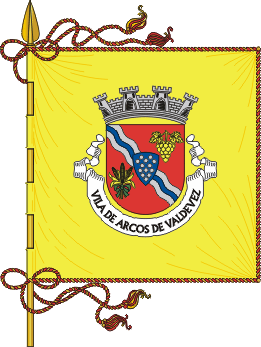
Прапор